# Mireia Gutiérrez
Pour les articles homonymes, voir Gutiérrez.
Mireia Gutiérrez Cabales est une skieuse alpine andorrane, née le 9 octobre 1988 à Andorre-la-Vieille. Elle court toutes les disciplines, avec une prédilection pour la technique (slalom et slalom géant)

## Biographie
Membre du club Ordino Arcalis, elle fait ses débuts officiels dans des courses FIS durant l'hiver 2003-2004. Elle reçoit trois sélections aux Championnats du monde junior en 2006, 2007 et 2008.
Aux Jeux olympiques d'hiver de 2010, à Vancouver, elle est 28e de la descente et 24e du super-combiné, tandis qu'elle ne termine pas le super G, le slalom géant et le slalom.
Aux Jeux olympiques d'hiver de 2014, à Sotchi, où elle est le porte-drapeau de la délégation andorrane, elle est 18e du super-combiné alors qu'elle abandonne sur le slalom géant et le slalom.
Aux Jeux olympiques d'hiver de 2018, à Pyeongchang, elle est 30e du slalom, pour sa seule course au programme.
Elle a participé à sept éditions des Championnats du monde entre 2009 et 2021, terminant cinq courses (29e du super G et 19e du super-combiné en 2009 et 25e du slalom en 2015, 34e en 2017 et 23e en 2018).
Elle fait ses débuts dans la Coupe du monde en décembre 2008 à La Molina. En janvier 2015, elle marque ses premiers points en terminant 20e du slalom de Zagreb, deuxième meilleur résultat d'une Andorrane en Coupe du monde. Elle marque aussi des points en slalom lors de la saison 2016-2017 à Semmering (25e).
En Coupe d'Europe, elle monte sur son premier podium en février 2015 au slalom de Bad Wiessee, puis son deuxième en 2017 au slalom parallèle de Kronplatz.
Elle est championne d'Andorre du slalom en 2004, 2006, 2009, 2010, 2013, 2014, 2016 et 2017 et du slalom géant en 2007, 2009, 2010, 2011, 2012, 2013 et 2014.

### Jeux olympiques d'hiver
| Épreuve / Édition   | Descente | Super G | Slalom géant | Slalom  | Combiné / Super combiné |
| JO 2010 Vancouver   | 28e      | Abandon | Abandon      | Abandon | 24e                     |
| JO 2014 Sotchi      | —        | —       | Abandon      | Abandon | 18e                     |
| JO 2018 Pyeongchang | —        | —       | —            | 30e     | —                       |

### Championnats du monde
| Épreuve / Édition | Val d'Isère 2009 | Garmisch-Partenkirchen 2011 | Schladming 2013 | Vail - Beaver Creek 2015 | Saint-Moritz 2017 | Åre 2019 | Cortina d'Ampezzo 2021 |
| Super G           | 29e              | Abandon                     | -               | -                        | -                 | -        | -                      |
| Slalom géant      | -                | Abandon                     | -               | -                        | -                 | -        | -                      |
| Slalom            | Abandon          | Abandon                     | Abandon         | 25e                      | 34e               | 23e      | Abandon                |
| Combiné           | 19e              | Abandon                     | Abandon         | -                        | -                 | -        | -                      |

### Coupe du monde
- Meilleur classement général : 103e en 2015.
- Meilleur résultat : 20e.

| Année/Classement | Général | Général | Descente | Descente | Slalom | Slalom | Slalom géant | Slalom géant | Super G | Super G | Combiné | Combiné |
| Année/Classement | Class.  | Points  | Class.   | Points   | Class. | Points | Class.       | Points       | Class.  | Points  | Class.  | Points  |
| ---------------- | ------- | ------- | -------- | -------- | ------ | ------ | ------------ | ------------ | ------- | ------- | ------- | ------- |
| 2015             | 103e    | 11      | -        | -        | 45e    | 15     | -            | -            | -       | -       | -       | -       |
| 2017             | 122e    | 5       | -        | -        | 55e    | 5      | -            | -            | -       | -       | -       | -       |

### Coupe d'Europe
- 9e du classement de slalom en 2015.
- 2 podiums.